# ラメロ・ボール
ラメロ・ラフランス・ボール（LaMelo LaFrance Ball, 2001年8月22日 - ）は、アメリカ合衆国カリフォルニア州アナハイム出身のプロバスケットボール選手。NBAのシャーロット・ホーネッツに所属している。ポジションはポイントガード。
シカゴ・ブルズ所属のロンゾ・ボールと、Gリーグでプレーしているリアンジェロ・ボールは実兄である。

## 経歴

### イラワラ・ホークス

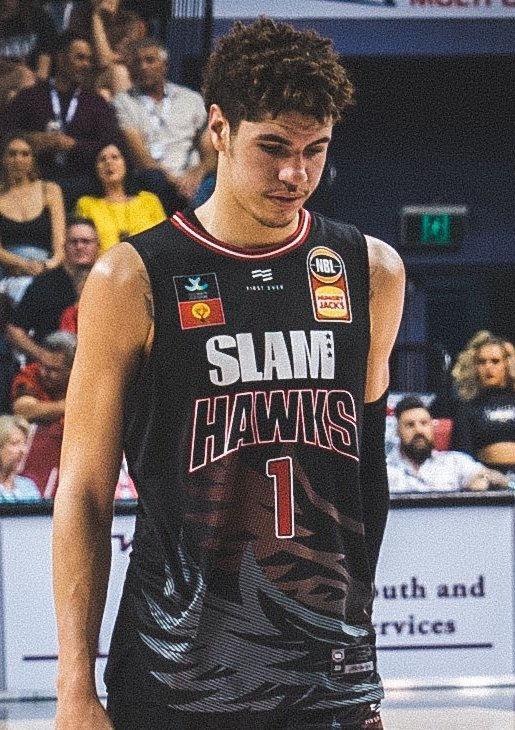
イラワラ・ホークスでのボール（2019年10月）

2019年6月17日、オーストラリアを拠点とするナショナル・バスケットボール・リーグNBLのイラワラ・ホークスと2年間の契約を結んだ。ボールはNBLでプロ経験を積んでからNBAに挑戦する道を選んだ。9月下旬、NBLのプレシーズントーナメントのパース・ワイルドキャッツ戦にて、19得点、13リバウンド、7アシストを記録した。
10月6日、レギュラーシーズン開幕のブリスベン・バレッツ戦にて、12得点、10リバウンド、5アシストを記録したが試合は敗北した。11月25日、ケアンズ・タイパンズ戦にてシーズン最高の32得点、11リバウンド、13アシストを記録した。また、NBL史上最年少でのトリプルダブル達成ともなった。そして次の試合のニュージーランド・ブレイカーズ戦では、25得点、12リバウンド、10アシストを記録しトリプルダブルを達成したが試合は敗北した。
12月8日、左足を打撲したため約4週間の欠場することとなった。2020年1月16日、残りのシーズンを離脱することを決め、2020年のNBAドラフトにアーリーエントリーを発表した。ボールはNBLのシーズン中12試合に出場し、平均17得点、7.4リバウンド、6.8アシスト、シュート成功率37.7%を記録した。そしてシーズン終了後、NBL新人王に選ばれた。

### シャーロット・ホーネッツ
2020年のNBAドラフトで、シャーロット・ホーネッツに全体3位で指名された（アンソニー・エドワーズ、ジェームズ・ワイズマンに次ぐ）。
2020-21シーズンの2021年1月10日のアトランタ・ホークス戦でNBAでは自身初のトリプルダブルとなる22得点、12リバウンド、11アシストを記録した。また、これはマーケル・フルツが持っていたトリプルダブルの史上最年少記録（19歳と317日）を塗り替え19歳と140日で達成した。この記録は後に、ジョシュ・ギディー（19歳84日）に破られた。2021年2月5日のユタ・ジャズ戦で自身初の1試合30得点以上となる34得点を記録した。1年目は51試合（先発31試合）に平均28.8分の出場で15.7得点、5.9リバウンド、6.1アシスト、1.6スティールなどを記録し、アンソニー・エドワーズらを抑えてNBA新人王を受賞した。
ホーネッツの2021-22シーズンの開幕戦では、自身最多の7本のスリーポイントを含む31得点、9リバウンド、7アシストを記録し、インディアナ・ペイサーズに123-122で勝利を収めた。2022年のNBAオールスターゲームで初選出となった。2年目は先発に定着し、75試合に平均32.3分の出場で20.1得点、6.7リバウンド、7.6アシスト、1.6スティールなどを記録した。
2022-23シーズンの2023年2月27日のデトロイト・ピストンズ戦で右足首の亀裂骨折の重傷を負って、シーズン中の復帰は絶望的となった。3年目は36試合に平均35.2分の出場で23.3得点、6.4リバウンド、8.4アシスト、1.3スティールなどを記録した。

## 個人成績

### NBA

#### レギュラーシーズン
| シーズン     | チーム       | GP  | GS  | MPG  | FG%  | 3P%  | FT%  | RPG | APG | SPG | BPG | PPG  |
| ------------ | ------------ | --- | --- | ---- | ---- | ---- | ---- | --- | --- | --- | --- | ---- |
| 2020–21      | CHA          | 51  | 31  | 28.8 | .436 | .352 | .758 | 5.9 | 6.1 | 1.6 | .4  | 15.7 |
| 2021–22      | CHA          | 75  | 75  | 32.3 | .429 | .389 | .872 | 6.7 | 7.6 | 1.6 | .4  | 20.1 |
| 2022–23      | CHA          | 36  | 36  | 35.2 | .411 | .376 | .836 | 6.4 | 8.4 | 1.3 | .3  | 23.3 |
| 2023–24      | CHA          | 22  | 22  | 32.3 | .433 | .355 | .865 | 5.1 | 8.0 | 1.8 | .2  | 23.9 |
| 2024–25      | CHA          | 47  | 47  | 32.0 | .405 | .339 | .843 | 4.9 | 7.4 | 1.1 | .3  | 25.2 |
| 通算         | 通算         | 231 | 211 | 31.9 | .421 | .365 | .837 | 6.0 | 7.4 | 1.5 | .3  | 21.0 |
| オールスター | オールスター | 1   | 0   | 22.0 | .636 | .500 | ---  | 3.0 | 3.0 | 3.0 | .0  | 18.0 |

### NBL
| シーズン | チーム   | GP | GS | MPG  | FG%  | 3P%  | FT%  | RPG | APG | SPG | BPG | PPG  |
| -------- | -------- | -- | -- | ---- | ---- | ---- | ---- | --- | --- | --- | --- | ---- |
| 2019–20  | イラワラ | 12 | 12 | 31.2 | .377 | .250 | .723 | 7.4 | 6.8 | 1.7 | .2  | 17.0 |

### LKL
| シーズン | チーム       | GP | GS | MPG  | FG%  | 3P%  | FT%  | RPG | APG | SPG | BPG | PPG |
| -------- | ------------ | -- | -- | ---- | ---- | ---- | ---- | --- | --- | --- | --- | --- |
| 2017–18  | BCプリエナイ | 8  | 1  | 12.8 | .268 | .250 | .737 | 1.1 | 2.4 | .8  | .1  | 6.5 |

### JBA
レギュラーシーズン 
| シーズン     | チーム                   | GP | GS | MPG  | FG%  | 3P%  | FT%   | RPG  | APG  | SPG | BPG | PPG  |
| ------------ | ------------------------ | -- | -- | ---- | ---- | ---- | ----- | ---- | ---- | --- | --- | ---- |
| 2018         | ロサンゼルス・ボーラーズ | 8  | 8  | 45.9 | .409 | .211 | .859  | 14.6 | 11.5 | 3.8 | 1.4 | 39.6 |
| オールスター | オールスター             | 1  | 1  | 36.0 | .600 | .308 | 1.000 | 7.0  | 17.0 | 8.0 | .0  | 42.0 |